# Charles Josselin
Pour les articles homonymes, voir Josselin.
Charles Josselin, né le 31 mars 1938 à Pleslin-Trigavou (Côtes-du-Nord), est un homme politique français, membre du Parti socialiste. Ministre de plusieurs gouvernements socialistes, il a notamment présidé le conseil général des Côtes-d'Armor de 1976 à 1997.

## Biographie

### Situation personnelle
Charles Josselin naît le 31 mars 1938 à Pleslin-Trigavou. Fils de cultivateurs, il étudie au collège des cordeliers à Dinan, avant de rejoindre l'université Rennes-I où il obtient une licence de droit et un diplôme d'études supérieures de droit public. Il est alors engagé dans les réseaux du scoutisme, jusqu'à devenir chef de troupe à seize ans.
Étudiant à Rennes, Il préside l'Association générale des étudiants de Rennes de 1957 à 1959, où il se lie avec Louis Le Pensec. Il devient membre du bureau national de l'UNEF en 1959. Il est vice-président du syndicat étudiant chargé des relations internationales de 1959 à 1960, en parallèle de sa scolarité à l'Institut d'études politiques de Paris. Il rédige notamment une brochure contre la guerre d'Algérie et porte une motion visant à la réconciliation avec la branche étudiante du FLN.
Il entre dans la vie professionnelle comme attaché du secrétaire financier de la Banque de l'Union parisienne entre 1965 et 1968, avant d'être embauché comme expert en aménagement du territoire à la Société centrale pour l'équipement du territoire (groupe Caisse des dépôts) jusqu'en 1973.

### Carrière politique

#### Implantation politique dans lesCôtes-d'Armor
Adhérent au Parti socialiste depuis 1971, il entame une carrière politique en 1973, élu député dans la deuxième circonscription des Côtes-d'Armor (Dinan) mettant fin à la carrière politique de René Pleven, distancé de 51 voix. La même année, il est élu au conseil général des Côtes-d'Armor, qu'il préside de 1976 à 1997. Le passage de ce département à gauche évoque alors une « exception costarmoricaine » alors que les trois autres départements bretons sont tenus par la droite. Secrétaire fédéral du Parti socialiste dans le département de 1973 à 1976, il est élu maire de Pleslin-Trigavou, sa ville natale, en 1976. Après le congrès de Metz, il fit le choix de rompre avec le courant mitterrandien pour se positionner sur la tendance Rocard, tout comme Louis Le Pensec.
Battu aux élections législatives de 1978, il retrouve son siège à l'Assemblée nationale en 1981 à la faveur de la « vague rose » qui suit l'élection de François Mitterrand. Au palais Bourbon, il préside la délégation pour les communautés européennes (1981-1985 et 1988-1992), et est successivement rapporteur du budget de la culture (1974-1978 et 1988-1992), des Affaires étrangères (1981-1985) et de la Recherche (1993-1995).
En mars 1978, le pétrolier Amoco Cadiz s'échoue au large du Finistère et provoque une importante marée noire. Aux côtés de Alphonse Arzel et Jean-Baptiste Henry, conseiller municipal de Plouguiel et chercheur à l'INRA, Charles Josselin crée un syndicat mixte de défense des communes du littoral nord de la Bretagne afin d'attaquer la société mère propriétaire de l'Amoco Cadiz. En 1992, la Standard Oil est finalement condamnée à verser 220 millions de francs aux communes bretonnes et 1,05 milliard de francs à l'État français en réparation des dommages causés par la marée noire.
En tant que président du conseil départemental des Côtes-d'Armor, Charles Josselin conduit le changement de nom du département, qui s'est appelé Côtes-du-Nord jusque 1991.

#### Plusieurs portefeuilles ministériels sous la présidence deFrançois Mitterrand
Il est brièvement, de novembre 1985 à mars 1986, secrétaire d'État chargé des transports au sein du gouvernement Laurent Fabius.
En 1992, il rejoint le gouvernement Pierre Bérégovoy en qualité de secrétaire d'État chargé de la mer. Dernier à occuper ce poste ministériel, il succède à Jean-Yves Le Drian. Il défend et fait adopter par le parlement la réforme du statut des dockers, conçue par son prédécesseur, qui vise à aligner leur régime sur celui du droit commun des salariés. Il est notamment confronté à une forte opposition de la Confédération générale du travail, qui détient alors un monopole d'embauche de fait dans la profession de docker. Bernard Cazeneuve, futur Premier ministre, est son chef de cabinet.

#### Secrétaire d'État à la coopération et à la francophonie de 1997 à 2002
Charles Josselin est nommé secrétaire d'État à la coopération dans le gouvernement de Lionel Jospin en 1997. Il doit alors démissionner de la présidence du conseil général des Côtes-d'Armor, qu'il occupe depuis vingt et un ans. Il conserve néanmoins la vice-présidence de l'assemblée départementale, notamment chargée des affaires extérieures du département depuis 2001.
Il est alors engagé sur les questions de coopération en tant que président de la commission de la coopération décentralisée au sein de l'Assemblée des départements de France.
Il a en outre la charge de recadrer les relations économiques entre la France et les pays africains. En janvier 2000, lors d'un voyage en République centrafricaine, en République du Congo puis au Tchad, il répète que la politique africaine de la France est basée sur la formule « ni ingérence, ni indifférence », souhaitant la « fin des interventions » françaises sur le continent.
En avril 1998, il est décoré par le président camerounais Paul Biya lors d'une visite officielle, alors que la France élabore un projet de désendettement du pays africain.
Charles Josselin ne se présente pas aux élections législatives de 2002. À la suite du décès du sénateur Pierre-Yvon Trémel le 29 juin 2006, Charles Josselin est candidat à l’élection sénatoriale partielle visant à élire un successeur jusqu’au renouvellement de 2008. Il est élu dès le premier tour sénateur des Côtes-d'Armor avec 56,33 % des voix devant le candidat de l'UMP, le maire de Plufur, Hervé Guélou (35,37 %).

#### Affaires judiciaires
Le 4 avril 2008, il est condamné pour abus de confiance par le tribunal correctionnel de Paris. Il est accusé d'avoir indûment utilisé deux véhicules de fonction du conseil général costarmoricain, qu’il a présidé entre 1976 et 1997, ainsi que des cartes de paiement de carburant et d'autoroute, un préjudice estimé à 99 000 francs. Poursuivi, aux côtés de Claudy Lebreton, de Alain Gouriou et de quatre anciens directeurs du conseil général des Côtes-d'Armor, le tribunal les dispense de peine au motif que « le dommage causé par les infractions est réparé », que « les intéressés ont payé les sommes » en cause, que « les faits sont anciens et ont présenté un caractère isolé ».

## Mandats
Député européen
- 17/07/1979 - 15/07/1981 : député européen élu en France, membre du groupe socialiste

Sénateur
- 24/09/2006 - 21/09/2008 : sénateur des Côtes-d'Armor, membre du groupe socialiste

Député
- 02/04/1973 - 01/04/1978 : Député des Côtes-d'Armor
- 02/07/1981 - 16/12/1985 : Député des Côtes-d'Armor
- 02/04/1986 - 14/05/1988 : Député des Côtes-d'Armor
- 06/06/1988 - 04/05/1992 : Député de la deuxième circonscription des Côtes-d'Armor
- 02/04/1993 - 21/04/1997 : Député de la deuxième circonscription des Côtes-d'Armor
- 01/06/1997 - 04/07/1997 : Député de la deuxième circonscription des Côtes-d'Armor

- Président de la délégation pour les Communautés Européennes à l'Assemblée nationale (du 27/10/1988 au 14/04/1992).

Conseiller régional
- 1974-1985: Conseiller régional de Bretagne

Conseiller général
- 1973-2015 : Conseiller général du canton de Ploubalay
- 1976-1997 : Président du conseil général des Côtes-d'Armor
- 2004-2015 : Vice-président du conseil général des Côtes-d'Armor chargé des affaires européennes

Conseiller municipal / Maire
- 1977 - 1997 : maire de Pleslin-Trigavou (Côtes-d'Armor)
- 18/03/2001-2008 : Adjoint au maire de Pleslin-Trigavou

### Fonctions gouvernementales
- Secrétaire d'État auprès du ministre de l'Urbanisme, du Logement et des Transports, chargé des Transports du gouvernement Laurent Fabius (du 15 novembre 1985 au 20 mars 1986)
- Secrétaire d'État auprès du ministre de l’Équipement, du Logement et des Transports, chargé de la Mer du gouvernement Pierre Bérégovoy (du 4 avril 1992 au 30 mars 1993)
- Ministre délégué auprès du ministre des Affaires étrangères, chargé de la Coopération et de la Francophonie du gouvernement Lionel Jospin (du 4 juin 1997 au 6 mai 2002)

## Autres fonctions exécutives
- Vice-président du Haut-Conseil à la coopération Internationale de 2003 à 2008.
- Président de Cités Unies France de 2005 à 2012.
- Président de COEUR Émeraude (Comité opérationnel des élus et usagers de la Rance et de la Côte d’Émeraude), association de préfiguration du Parc naturel régional Rance-Côte d’Émeraude de 2008 à 2016.

## Distinction
- Commandeur de l'ordre du Mérite maritime ex officio, en tant que secrétaire d’État à la Mer.